# Садовая (Чаплыгинский район)
Садовая — деревня Чаплыгинского района Липецкой области. Входит в состав Жабинского сельсовета.

## История
В 1960 г. указом Президиума Верховного Совета РСФСР деревня Раздеваловка переименована в Садовая.

## Население
| 2010 |
| ---- |
| 64   |